# Большое Скрябино
Большое Скрябино — село в Ступинском районе Московской области в составе Аксиньинского сельского поселения (до 2006 года — Аксиньинский сельский округ). Большое Скрябино на 2015 год — дачный посёлок: в деревне 5 улиц, 2 переулка и 3 садовых товарищества.
Большое Скрябино расположено в северо-восточной части района, на безымянном ручье бассейна реки Северка, высота центра села над уровнем моря — 149 м. Ближайшие населённые пункты на западе: около 1,5 км Голочелово и, примерно в 2,5 км — Хомутово.

## Население
| 2002 | 2006 | 2010 |
| ---- | ---- | ---- |
| 6    | →6   | ↘4   |